# Säckestad
Säckestad var under medeltiden en befäst borg belägen på en holme i Sjön Ymsen, senare ett gods och under senare medeltiden en kungsgård i dåvarande Vadsbo härad, nuvarande Töreboda kommun, belägen mellan nuvarande Töreboda, Moholm och Mariestad.
Lämningar vid sjöstranden vid Nyruds äng utvisar genom gamla vallar att det varit befäst.
Bland ägare som under medeltiden skrivit sig till Säckestad kan nämnas Matts Thyrnesson till Säckestad (död efter 1316), vidare Sveriges andra drots i ordningen, riddaren Knut Matsson (Lejonbjälke) (död 1289) som skrev sig Knut Matsson till Säckestad och Måns Bengtsson (Svarte Skåning) till Säckestad, vidare lagmannen i Västmanland Thord Bonde till Bordsjö och Säckestad (död 1412),  Filip Bonde till Säckestad och Bordsjö (död 1588),  hans son Ulf Bonde (död 1657) från vilken härstammar herrarna Bonde till Halla och Säckestad.
Biskopsgården Säckestad, har påståtts ha fått sitt namn efter en biskop Sigge Siggestad (biskop 1340–1352), men skrevs redan år 1297 som Sækkystadum i ett brev utfärdat av biskop Brynolf Algotsson. 
Några dokument har under medeltiden undertecknats på Säckestad, bland andra när Kristina Siggesdotter, änka efter Olof Kase den 23 november 1350 skriver på Säckestad:
| ”               | Kristina Siggesdotter, Olof Kases änka, ger till Bottnaryds kyrka en sin landbogård i Yghulsryd (Igelsred, Liareds socken, Redvägs härad) för sin mans och sina barns lägerstad. Utfärdaren samt biskop Sigge i Skara beseglar. | „ |
| – SDHK-nr: 6069 | |   |

Säckestad ingick under medeltiden i Säckestads församling inom Skara stift, en församling med medeltida ursprung vilken uppgick omkring 1545 i Trästena församling, efter att före dess ingått i Fägre pastorat. 
Säckestad blev sedan säteri och ägdes av bland andra ätten Silfverhielm, däribland Claes Erik Silfverhielm.